# Легка атлетика на літніх Олімпійських іграх 1972
Змагання з легкої атлетики на літніх Олімпійських іграх 1972 були проведені з 31 серпня по 10 вересня в Мюнхені на Олімпійському стадіоні.
Олімпійські чемпіони зі спортивної ходьби та марафонського бігу визначались на шосейних трасах, прокладених вулицями міста, проте старт і фініш відбувався на стадіоні.

## Призери

### Чоловіки
| Дисципліни                              | Золото                                                         | Золото                | Срібло                                                                  | Срібло              | Бронза                                                                          | Бронза              |
| --------------------------------------- | -------------------------------------------------------------- | --------------------- | ----------------------------------------------------------------------- | ------------------- | ------------------------------------------------------------------------------- | ------------------- |
| 100 метрів (вітер: 0,3 м/с)             | Валерій Борзов · СРСР                                          | 10,14                 | Роберт Тейлор · США                                                     | 10,24               | Леннокс Міллер · Ямайка                                                         | 10,33               |
| 200 метрів (вітер: 0,0 м/с)             | Валерій Борзов · СРСР                                          | 20,00                 | Ларрі Блек · США                                                        | 20,19               | П'єтро Меннеа · Італія                                                          | 20,30               |
| 400 метрів                              | Вінсент Метьюз · США                                           | 44,66                 | Вейн Коллетт · США                                                      | 44,80               | Джуліус Санг · Кенія                                                            | 44,92               |
| 800 метрів                              | Дейв Воттл · США                                               | 1.45,9 (1.45,86)      | Євген Аржанов · СРСР                                                    | 1.45,9 (1.45,89)    | Майк Бойт · Кенія                                                               | 1.46,0 (1.46,01)    |
| 1500 метрів                             | Пекка Васала · Фінляндія                                       | 3.36,3 (3.36,33)      | Кіпчоге Кейно · Кенія                                                   | 3.36,8 (3.36,81)    | Род Діксон · Нова Зеландія                                                      | 3.37,5 (3.37,46)    |
| 5000 метрів                             | Лассе Вірен · Фінляндія                                        | 13.26,4 OR (13.26,42) | Могамад Ґаммуді · Туніс                                                 | 13.27,4 (13.27,33)  | Ієн Стюарт · Велика Британія                                                    | 13.27,6 (13.27,61)  |
| 10000 метрів                            | Лассе Вірен · Фінляндія                                        | 27.38,4 WR (27.38,35) | Еміль Путтеманс · Бельгія                                               | 27.39,6 (27.39,58)  | Міруц Їфтер · Ефіопія                                                           | 27.41,0 (27.40,96)  |
| 110 метрів з бар'єрами (вітер: 0,3 м/с) | Род Мілберн · США                                              | 13,24 (13,2 WR)       | Ґі Дрю · Франція                                                        | 13,34               | Томас Гілл · США                                                                | 13,48               |
| 400 метрів з бар'єрами                  | Джон Акії-Буа · Уганда                                         | 47,82 (47,8 WR)       | Ральф Манн · США                                                        | 48,51               | Дейв Гемері · Велика Британія                                                   | 48,52               |
| 3000 метрів з перешкодами               | Кіпчоге Кейно · Кенія                                          | 8.23,6 (8.23,64)      | Бен Джипчо · Кенія                                                      | 8.24,6 (8.24,62)    | Тапіо Кантанен · Фінляндія                                                      | 8.24,8 (8.24,66)    |
| 4×100 метрів                            | США · Ларрі Блек · Роберт Тейлор · Джеральд Тінкер · Едді Гарт | 38,19 (38,2 WR)       | СРСР Олександр Корнелюк Володимир Ловецький Юрій Сілов Валерій Борзов   | 38,50               | Західна Німеччина · Йобст Гіршт · Карлгайнц Клотц · Герхард Вухерер · Клаус Ель | 38,79               |
| 4×400 метрів                            | Кенія Чарльз Асаті Муньйоро Ньямау Роберт Оуко Джуліус Санг    | 2.59,8 (2.59,83)      | Велика Британія Мартін Рейнольдс Алан Паскоу Дейв Гемері Девід Дженкінс | 3.00,5 (3.00,46)    | Франція Жиль Бертуль Данієль Веласкес Франсіс Кербіріу Жак Каретт               | 3.00,5 (3.00,57)    |
|                                         |                                                                |                       |                                                                         |                     |                                                                                 |                     |
| Марафон                                 | Френк Шортер · США                                             | 2:12.19,8 (2:12.20)   | Карел Лісмонт · Бельгія                                                 | 2:14.31,8 (2:14.32) | Мамо Волде · Ефіопія                                                            | 2:15.08,4 (2:15.09) |
| Ходьба 20 кілометрів                    | Петер Френкель · НДР                                           | 1:26.42,4 (1:26.43)   | Володимир Голубничий · СРСР                                             | 1:26.55,2 (1:26.56) | Ганс-Георг Райманн · НДР                                                        | 1:27.16,6 (1:27.17) |
| Ходьба 50 кілометрів                    | Бернд Канненберг · Західна Німеччина                           | 3:56.11,6 (3:56.12)   | Веніамін Солдатенко · СРСР                                              | 3:58.24,0 (3:58.24) | Ларрі Янг · США                                                                 | 4:00.46,0 (4:00.46) |
|                                         |                                                                |                       |                                                                         |                     |                                                                                 |                     |
| Стрибки у висоту                        | Юрій Тармак · СРСР                                             | 2,23                  | Штефан Юнге · НДР                                                       | 2,21                | Двайт Стоунз · США                                                              | 2,21                |
| Стрибки з жердиною                      | Вольфганг Нордвіг · НДР                                        | 5,50 OR               | Боб Сігрен · США                                                        | 5,40                | Джан Джонсон · США                                                              | 5,35                |
| Стрибки у довжину                       | Ренді Вільямс · США                                            | 8,24                  | Ганс Баумгартнер · Західна Німеччина                                    | 8,18                | Арні Робінсон · США                                                             | 8,03                |
| Потрійний стрибок                       | Віктор Санєєв · СРСР                                           | 17,35                 | Йорг Дремель · НДР                                                      | 17,30               | Нельсон Пруденсіо · Бразилія                                                    | 17,05               |
| Штовхання ядра                          | Владислав Комар · Польща                                       | 21,18 OR              | Джордж Вудс · США                                                       | 21,17               | Гартмут Брізенік · НДР                                                          | 21,14               |
| Метання диска                           | Людвік Данек · Чехословаччина                                  | 64,40                 | Джей Сільвестер · США                                                   | 63,50               | Рікі Брух · Швеція                                                              | 63,40               |
| Метання молота                          | Анатолій Бондарчук · СРСР                                      | 75,50 OR              | Йоген Захсе · НДР                                                       | 74,96               | Василь Хмелевський · СРСР                                                       | 74,04               |
| Метання списа                           | Клаус Вольферманн · Західна Німеччина                          | 90,48 OR              | Яніс Лусіс · СРСР                                                       | 90,46               | Білл Шмідт · США                                                                | 84,42               |
|                                         |                                                                |                       |                                                                         |                     |                                                                                 |                     |
| Десятиборство                           | Микола Авілов · СРСР                                           | 8454 WR               | Леонід Литвиненко · СРСР                                                | 8035                | Ришард Катус · Польща                                                           | 7984                |

### Жінки
| Дисципліни                               | Золото                                                                                         | Золото              | Срібло                                                                 | Срібло           | Бронза                                                                            | Бронза           |
| ---------------------------------------- | ---------------------------------------------------------------------------------------------- | ------------------- | ---------------------------------------------------------------------- | ---------------- | --------------------------------------------------------------------------------- | ---------------- |
| 100 метрів (вітер: -0,2 м/с)             | Ренате Штехер · НДР                                                                            | 11,07               | Релін Бойл · Австралія                                                 | 11,23            | Сільвія Чівас · Куба                                                              | 11,24            |
| 200 метрів (вітер: 1,1 м/с)              | Ренате Штехер · НДР                                                                            | 22,40 (22,4 WR)     | Релін Бойл · Австралія                                                 | 22,45            | Ірена Шевінська · Польща                                                          | 22,74            |
| 400 метрів                               | Моніка Церт · НДР                                                                              | 51,08               | Ріта Вільден · Західна Німеччина                                       | 51,21            | Кеті Геммонд · США                                                                | 51,64            |
| 800 метрів                               | Гільдегард Фальк · Західна Німеччина                                                           | 1.58,6 OR (1.58,55) | Нійоле Сабайте · СРСР                                                  | 1.58,7 (1.58,65) | Гунхільд Гоффмайстер · НДР                                                        | 1.59,2 (1.59,19) |
| 1500 метрів                              | Людмила Брагіна · СРСР                                                                         | 4.01,4 WR (4.01,38) | Гунхільд Гоффмайстер · НДР                                             | 4.02,8 (4.02,83) | Паола Каккі · Італія                                                              | 4.02,9 (4.02,85) |
| 100 метрів з бар'єрами (вітер: -0,6 м/с) | Аннелі Ергардт · НДР                                                                           | 12,59               | Валерія Буфану · Румунія                                               | 12,84            | Карін Бальцер · НДР                                                               | 12,90            |
| 4×100 метрів                             | Західна Німеччина · Крістіане Краузе · Інгрід Міклер-Бекер · Аннегрет Ріхтер · Гайде Розендаль | 42,81 (42,8 WR)     | НДР Евелін Кауфер Крістіна Гайніх Бербель Штрупперт Ренате Штехер      | 42,95            | Куба Марлен Елехарде Кармен Вальдес Фульгенсія Ромай Сільвія Чівас                | 43,36            |
| 4×400 метрів                             | НДР Дагмар Кеслінг Ріта Кюне Гельга Зайдлер Моніка Церт                                        | 3.23,0 WR (3.22,95) | США · Мейбл Фергерсон · Медлін Меннінг · Шеріл Туссейнт · Кеті Геммонд | 3.25,2 (3.25,15) | Західна Німеччина · Анетте Рюкес · Інге Беддінг · Гільдегард Фальк · Ріта Вільден | 3.26,5 (3.26,51) |
|                                          |                                                                                                |                     |                                                                        |                  |                                                                                   |                  |
| Стрибки у висоту                         | Ульріке Мейфарт · Західна Німеччина                                                            | 1,92 WR             | Йорданка Благоєва · Болгарія                                           | 1,88             | Ілона Гузенбауер · Австрія                                                        | 1,88             |
| Стрибки у довжину                        | Гайде Розендаль · Західна Німеччина                                                            | 6,78                | Діана Йоргова · Болгарія                                               | 6,77             | Єва Шуранова · Чехословаччина                                                     | 6,67             |
| Штовхання ядра                           | Надія Чижова · СРСР                                                                            | 21,03 WR            | Маргітта Гуммель · НДР                                                 | 20,22            | Іванка Христова · Болгарія                                                        | 19,35            |
| Метання диска                            | Фаїна Мельник · СРСР                                                                           | 66,62 OR            | Арджентіна Меніс · Румунія                                             | 65,06            | Васілька Стоєва · Болгарія                                                        | 64,34            |
| Метання списа                            | Рут Фукс · НДР                                                                                 | 63,88 OR            | Жаклін Тодтен · НДР                                                    | 62,54            | Кейт Шмідт · США                                                                  | 59,94            |
|                                          |                                                                                                |                     |                                                                        |                  |                                                                                   |                  |
| П'ятиборство                             | Мері Пітерс · Велика Британія                                                                  | 4801 WR             | Гайде Розендаль · Західна Німеччина                                    | 4791             | Бурглінде Поллак · НДР                                                            | 4768             |

## Медальний залік
| Місце | Країна          | Золото | Срібло | Бронза | Загалом |
| ----- | --------------- | ------ | ------ | ------ | ------- |
| 1     | СРСР            | 9      | 7      | 1      | 17      |
| 2     | НДР             | 8      | 7      | 5      | 20      |
| 3     | США             | 6      | 8      | 8      | 22      |
| 4     | ФРН             | 6      | 3      | 2      | 11      |
| 5     | Фінляндія       | 3      | 0      | 1      | 4       |
| 6     | Кенія           | 2      | 2      | 2      | 6       |
| 7     | Велика Британія | 1      | 1      | 2      | 4       |
| 8     | Польща          | 1      | 0      | 2      | 3       |
| 9     | Чехословаччина  | 1      | 0      | 1      | 2       |
| 10    | Уганда          | 1      | 0      | 0      | 1       |
| 11    | Болгарія        | 0      | 2      | 2      | 4       |
| 12    | Австралія       | 0      | 2      | 0      | 2       |
| 12    | Бельгія         | 0      | 2      | 0      | 2       |
| 12    | Румунія         | 0      | 2      | 0      | 2       |
| 15    | Франція         | 0      | 1      | 1      | 2       |
| 16    | Туніс           | 0      | 1      | 0      | 1       |
| 17    | Куба            | 0      | 0      | 2      | 2       |
| 17    | Ефіопія         | 0      | 0      | 2      | 2       |
| 17    | Італія          | 0      | 0      | 2      | 2       |
| 20    | Австрія         | 0      | 0      | 1      | 1       |
| 20    | Бразилія        | 0      | 0      | 1      | 1       |
| 20    | Ямайка          | 0      | 0      | 1      | 1       |
| 20    | Нова Зеландія   | 0      | 0      | 1      | 1       |
| 20    | Швеція          | 0      | 0      | 1      | 1       |